# Черниці (Познанський повіт)
Черниці (пол. Czernice) — село в Польщі, у гміні Мурована Ґосліна Познанського повіту Великопольського воєводства.